# Facultat d'irrellevància comparada
La Facultat d'Irrellevància Comparada (nom original en italià: Facoltà di Irrilevanza Comparata, en anglès School of Comparative Irrelevance) és un projecte d'Umberto Eco (1932-2016) que va néixer als anys 1970 durant un consell de facultat interminable, en col·laboració estreta amb Ezio Raimondi i Giorgio Sandri. Per copsar el fastig, van proposar crear aquesta nova facultat universitària fictícia. Les primeres disciplines estudiades van ser la tècnica d'escriure sobre l'aigua (en argot més científic «superfícies hídriques»), la de tallar l'escudella i la tetrapilotomia. Inspirat per Umberto Eco, 2003 un grup d'okupes, estudiants de la Universitat de Frankfurt van ocupar l'antic institut de filologia anglesa per crear l'Institut d'irrellevància comparada, que el 2013 va ser evacuat.

## El concepte
Belbo i Diotallevi, dos protagonistes de la novel·la El pèndol de Foucault (1988) van revifar la idea. La facultat que ideaven aspirava a augmentar ad infinitum el nombre de savis pèrits en disciplines irrellevants.
Per començar, es proposa dividir la facultat en quatre departaments fonamentals que permeten categoritzar les disciplines. Aquesta organització és provisional i conforme al principi fundador que el nombre de departaments i subespecialitats no només pot, però també ha de créixer a l'infinit. La classificació de les subespecialitats és un tema de discussions bizantines entre Belbo i Diotallevi de l'editorial Garamond. Així moltes qüestions epistemològiques queden encara sense resoldre. Per exemple: és correcte parlar d'«urbanisme gitano» i incorporar aquesta disciplina en ell departament dels oxímorons, o seria més apropiat parlar d'«urbanisme nòmade» que seria aleshores una impossibilitat experimentalment provada, que per definició hauria de pertànyer al departament d'adynata o l'estudi dels impossibles.
Les ciències aplicades i la tecnologia es reunirien al departament tetrapilotomia: literalment «l'art de tallar els cabells per quatre», del grec τετρα (tetra) quatre, πιλος (pilos), cabell i -τομια (-tomia), tallada, traducció pseudocientífica de la dita italiana «tagliare il capello in quattro» que significa discutir de minúcies. El nom és una paròdia del mal costum de certs científics de reemplaçar inútilment paraules senzilles d'ús quotidià per neologismes grecollatins que ningú entén, que són tant inútils com complicats, sense portar qualsevol progrés del coneixement. Com la definició faceciosa de la sociologia: aquesta ciència que explica el que tothom sap de manera que ningú ja no el compren.
Segons Belbo i Diotallevi, ambdós editors experimentats, la futilitat del món acadèmic de vegades és tal, que hi ha un risc real si la facultat es creés de debò, que aviat acadèmics publicarien multituds d'articles sobre els temes proposats. Segur que l'estudi de la «Història de tradicions innovadores» podria semblar pura broma, la realitat nogensmenys mostra que tot i les ciències reals de vegades no són gaire llunys de la fantasia de l'escriptor, com el mostra, per exemple el cas del «marxisme neoliberal».
Que aquesta situació descrita per Umberto Eco no és tan fictícia com sembla a primera vista, s'ha mostrat, entre d'altres, per Alan Sokal, catedràtic de física de la Universitat de Nova York que el 1996 va publicar en una revista científica un article «Transgressar les fronteres: vers una hermenèutica transformativa de la gravetat quàntica» El títol com l'article era una barreja de paraules complicades i sovint sense cap sentit, de citacions ben referenciades però fora de context sense cap contingut real, com l'autor va confessar després. Tot i això la revista científica americana Social Text va publicar-lo sense cap crítica. En va sortir l'«afer Sokal». La seva crítica de l'estafa científica, les reaccions i la polèmica vehement que va suscitar, van alimentar un nou llibre escrit amb el físic teòric belga Jean Bricmont: Impostures Intel·lectuals, al qual va criticar el verbalisme omnipresent, sobretot en la sociologia i la filosofia postmodernistes franceses. El que Umberto Eco va palesar amb la seva paròdia, Sokal ho va demostrar: en texts de certs autors prestigiosos, darrere una erudició científica aparent, el rei va despullat.
| Facultat de la Irrellevància Comparada | Facultat de la Irrellevància Comparada | Facultat de la Irrellevància Comparada                                                  | Facultat de la Irrellevància Comparada                                                       |
| -------------------------------------- | -------------------------------------- | --------------------------------------------------------------------------------------- | -------------------------------------------------------------------------------------------- |
|                                        | Departament                            | Camp científic                                                                          | Exemples de subespecialitats                                                                 |
| 1                                      | Oximorologia                           | Disciplines autocontradictòries, amb contradictio in terminis en la mateixa denominació | Enologia musulmana, urbanisme gitano…                                                        |
| 2                                      | Adynata                                | Estudi empíric de coses impossibles                                                     | Història de l'agricultura del Juràssic, filatèlia assiriano-babilònia…                       |
| 3                                      | Bizantinica                            | Estudis elaborats sobre futilitats                                                      | Geografia del Vaticà, lògica informal…                                                       |
| 4                                      | Tetrapilotomia                         | Ensenyament de tècniques inútils                                                        | Pociosecció (la tècnica de tallar el caldo), pilocatabase (mètodes d'escapar-se'n d'un pèl)… |

## La facultat en les arts
- Facoltà di irrilevanza comparata (2009), cançó de l'àlbum Cali di serotonina del grup italià Officine Lumière[18]
- Nybø, Håkon. «School of Comparative Irrelevance».